# Сан-Жерониму (микрорегион)

Сан-Жерониму на карте.

Сан-Жерониму (порт. Microrregião de São Jerônimo) — микрорегион в Бразилии, входит в штат Риу-Гранди-ду-Сул. Составная часть мезорегиона Агломерация Порту-Алегри. 
Население составляет 	143 608	 человек (на 2010 год). Площадь — 	4 850,277	 км². Плотность населения — 	29,61	 чел./км².

## Демография
Согласно сведениям, собранным в ходе переписи 2010 г. Национальным институтом географии и статистики (IBGE), население микрорегиона составляет:						
| Полное население                             | Полное население                             | Полное население                             | Полное население                             | 143 608 |
| -------------------------------------------- | -------------------------------------------- | -------------------------------------------- | -------------------------------------------- | ------- |
| в том числе:                                 | Городское население                          | 114 573                                      | Процент городского населения, %              | 79,78   |
|                                              | Сельское население                           | 29 035                                       | Процент сельского населения, %               | 20,22   |
|                                              | Мужское население                            | 73 563                                       | Процент мужского населения, %                | 51,22   |
|                                              | Женское население                            | 70 045                                       | Процент женского населения, %                | 48,78   |
| Плотность населения, чел/км²                 | Плотность населения, чел/км²                 | Плотность населения, чел/км²                 | Плотность населения, чел/км²                 | 29,61   |
| Население микрорегиона в % к населению штата | Население микрорегиона в % к населению штата | Население микрорегиона в % к населению штата | Население микрорегиона в % к населению штата | 1,34    |

## Статистика
- Валовой внутренний продукт на 2003 год составляет 6 113 685 967,00 реалов (данные: Бразильский институт географии и статистики).
- Валовой внутренний продукт на душу населения на 2003 год составляет 45 175,33 реалов (данные: Бразильский институт географии и статистики).
- Индекс развития человеческого потенциала на 2000 год составляет 0,779 (данные: Программа развития ООН).

## Состав микрорегиона
В составе микрорегиона включены следующие муниципалитеты:
1. Аррою-дус-Ратус
2. Баран-ду-Триунфу
3. Бутия
4. Шаркеадас
5. Женерал-Камара
6. Минас-ду-Леан
7. Сан-Жерониму
8. Триунфу
9. Вали-Верди